# Presidenti della Bolivia
I presidenti della Bolivia dal 1825 ad oggi sono i seguenti.

## Lista
| Nº                                                       | Presidente | Presidente                                        | Elezione               | Mandato           | Mandato           | Partito                                           |
| Nº                                                       | Presidente | Presidente                                        | Elezione               | Inizio            | Fine              | Partito                                           |
| -------------------------------------------------------- | ---------- | ------------------------------------------------- | ---------------------- | ----------------- | ----------------- | ------------------------------------------------- |
| 1                                                        |            | Simón Bolívar                                     |                        | 12 agosto 1825    | 29 dicembre 1825  |                                                   |
| 2                                                        |            | Antonio José de Sucre y Alcalá                    |                        | 29 dicembre 1825  | 18 aprile 1828    |                                                   |
| 3                                                        |            | José María Pérez de Urdininea                     | Ad interim             | 18 aprile 1828    | 2 agosto 1828     |                                                   |
| 4                                                        |            | José Miguel de Velasco Franco                     | Ad interim             | 2 agosto 1828     | 18 dicembre 1828  |                                                   |
|                                                          |            | José Ramón de Loayza Pacheco                      | Ad interim             | 18 dicembre 1828  | 26 dicembre 1828  |                                                   |
| 5                                                        |            | Pedro Blanco Soto                                 |                        | 26 dicembre 1828  | 1º gennaio 1829   |                                                   |
| (4)                                                      |            | José Miguel de Velasco Franco                     | Ad interim             | 1º gennaio 1829   | 24 maggio 1829    |                                                   |
| 6                                                        |            | Andrés Santa Cruz y Calahumana                    |                        | 24 maggio 1829    | 17 febbraio 1839  |                                                   |
|                                                          |            | ?                                                 |                        | 17 febbraio 1839  | 22 febbraio 1839  |                                                   |
| (4)                                                      |            | José Miguel de Velasco Franco                     |                        | 22 febbraio 1839  | 10 giugno 1841    |                                                   |
| 7                                                        |            | Sebastián Ágreda                                  |                        | 10 giugno 1841    | 9 luglio 1841     |                                                   |
| 8                                                        |            | Mariano Enrique Calvo Cuellar                     |                        | 9 luglio 1841     | 22 settembre 1841 |                                                   |
|                                                          |            | ?                                                 |                        | 22 settembre 1841 | 27 settembre 1841 |                                                   |
| 9                                                        |            | José Ballivián Segurola                           |                        | 27 settembre 1841 | 23 dicembre 1847  |                                                   |
| 10                                                       |            | Eusebio Guilarte Vera                             |                        | 23 dicembre 1847  | 2 gennaio 1848    |                                                   |
|                                                          |            | ?                                                 |                        | 2 gennaio 1848    | 18 gennaio 1848   |                                                   |
| (4)                                                      |            | José Miguel de Velasco Franco                     |                        | 18 gennaio 1848   | 6 dicembre 1848   |                                                   |
| 11                                                       |            | Manuel Isidoro Belzu Humerez                      |                        | 6 dicembre 1848   | 15 agosto 1855    |                                                   |
| 12                                                       |            | Jorge Córdova                                     |                        | 15 agosto 1855    | 9 settembre 1857  |                                                   |
| 13                                                       |            | José María Linares Lizarazu                       |                        | 9 settembre 1857  | 14 gennaio 1861   |                                                   |
| Giunta di governo (14 gennaio 1861 - 4 maggio 1861)      |            |                                                   |                        |                   |                   |                                                   |
| 14                                                       |            | José María de Achá Valiente                       |                        | 4 maggio 1861     | 28 dicembre 1864  |                                                   |
| 15                                                       |            | Manuel Mariano Melgarejo Valencia                 |                        | 28 dicembre 1864  | 15 gennaio 1871   |                                                   |
| 16                                                       |            | Pedro Agustín Morales Hernández                   |                        | 15 gennaio 1871   | 27 novembre 1872  |                                                   |
| 17                                                       |            | Tomás Frías Ametller                              |                        | 28 novembre 1872  | 9 maggio 1873     | Partito Liberale                                  |
| 18                                                       |            | Adolfo Ballivián Coll                             |                        | 9 maggio 1873     | 31 gennaio 1874   |                                                   |
| (17)                                                     |            | Tomás Frías Ametller                              |                        | 31 gennaio 1874   | 4 maggio 1876     | Partito Liberale                                  |
| 19                                                       |            | Hilarión Daza Groselle                            |                        | 4 maggio 1876     | 14 aprile 1879    |                                                   |
|                                                          |            | Pedro José Domingo de Guerra                      | Ad interim             | 14 aprile 1879    | 10 settembre 1879 |                                                   |
|                                                          |            | ?                                                 |                        | 10 settembre 1879 | 19 gennaio 1880   |                                                   |
| 20                                                       |            | Narciso Campero Leyes                             |                        | 19 gennaio 1880   | 4 settembre 1884  |                                                   |
| 21                                                       |            | Gregorio Pacheco Leyes                            |                        | 4 settembre 1884  | 15 agosto 1888    | Partito Conservatore                              |
| 22                                                       |            | Aniceto Arce Ruiz de Mendoza                      |                        | 15 agosto 1888    | 11 agosto 1892    | Partito Conservatore                              |
| 23                                                       |            | Mariano Baptista Caserta                          |                        | 11 agosto 1892    | 19 agosto 1896    | Partito Conservatore                              |
| 24                                                       |            | Severo Fernández Alonso Caballero                 |                        | 19 agosto 1896    | 12 aprile 1899    | Partito Conservatore                              |
| Giunta di governo (12 aprile 1899 - 25 ottobre 1899)     |            |                                                   |                        |                   |                   |                                                   |
| 25                                                       |            | José Manuel Inocencio Pando Solares               |                        | 25 ottobre 1899   | 14 agosto 1904    | Partito Liberale                                  |
| 26                                                       |            | Ismael Montes Gamboa                              |                        | 14 agosto 1904    | 12 agosto 1909    | Partito Liberale                                  |
| 27                                                       |            | Eliodoro Villazón Montaño                         |                        | 12 agosto 1909    | 14 agosto 1913    | Partito Liberale                                  |
| (26)                                                     |            | Ismael Montes Gamboa                              |                        | 14 agosto 1913    | 15 agosto 1917    | Partito Liberale                                  |
| 28                                                       |            | José Manuel Gutiérrez Guerra                      |                        | 15 agosto 1917    | 12 luglio 1920    | Partito Liberale                                  |
| Giunta di governo (13 luglio 1920 - 28 gennaio 1921)     |            |                                                   |                        |                   |                   |                                                   |
| 29                                                       |            | Bautista Saavedra Mallea                          |                        | 28 gennaio 1921   | 3 settembre 1925  | Partito Socialista Repubblicano                   |
| 30                                                       |            | Felipe Segundo Guzmán                             |                        | 3 settembre 1925  | 10 gennaio 1926   | Partito Socialista Repubblicano                   |
| 31                                                       |            | Hernando Siles Reyes                              |                        | 10 gennaio 1926   | 28 maggio 1930    | Partito Nazionalista                              |
| Consiglio dei ministri (28 maggio 1930 - 28 giugno 1930) |            |                                                   |                        |                   |                   |                                                   |
| 32                                                       |            | Carlos Blanco Galindo                             |                        | 28 giugno 1930    | 5 marzo 1931      |                                                   |
| 33                                                       |            | Daniel Domingo Salamanca Urey                     |                        | 5 marzo 1931      | 1º dicembre 1934  | Partito Repubblicano Genuino                      |
| 34                                                       |            | José Luis Tejada Sorzano                          |                        | 1º dicembre 1934  | 16 maggio 1936    | Partito Liberale                                  |
| 36                                                       |            | Germán Busch Becerra                              |                        | 16 maggio 1936    | 22 maggio 1936    | Indipendente                                      |
| 35                                                       |            | José David Toro Ruilova                           |                        | 22 maggio 1936    | 13 luglio 1937    | Indipendente                                      |
| (36)                                                     |            | Germán Busch Becerra                              |                        | 13 luglio 1937    | 23 agosto 1939    | Indipendente                                      |
| 37                                                       |            | Carlos Quintanilla Quiroga                        |                        | 23 agosto 1939    | 15 aprile 1940    |                                                   |
| 38                                                       |            | Enrique Peñaranda del Castillo                    |                        | 15 aprile 1940    | 20 dicembre 1943  | Concordanza                                       |
| 39                                                       |            | Gualberto Villarroel López                        |                        | 20 dicembre 1943  | 21 luglio 1946    | Indipendente                                      |
| 40                                                       |            | Néstor Guillén Olmos                              |                        | 21 luglio 1946    | 17 agosto 1946    |                                                   |
| 41                                                       |            | Tomás Monje Gutiérrez                             |                        | 17 agosto 1946    | 10 marzo 1947     |                                                   |
| 42                                                       |            | José Enrique Hertzog Gazaizábal                   | 1947                   | 10 marzo 1947     | 22 ottobre 1949   | Partito dell'Unione Repubblicana Socialista       |
| 43                                                       |            | Mamerto Urriolagoitia Harriague                   |                        | 22 ottobre 1949   | 16 maggio 1951    | Partito dell'Unione Repubblicana Socialista       |
| 44                                                       |            | Hugo Ballivián Rojas                              | 1951                   | 16 maggio 1951    | 11 aprile 1952    |                                                   |
| 46                                                       |            | Hernán Siles Zuazo                                | Ad interim             | 11 aprile 1952    | 15 aprile 1952    | Movimento Nazionalista Rivoluzionario di Sinistra |
| 45                                                       |            | Víctor Paz Estenssoro                             |                        | 15 aprile 1952    | 6 agosto 1956     | Movimento Nazionalista Rivoluzionario             |
| 46                                                       |            | Hernán Siles Zuazo                                | 1956                   | 6 agosto 1956     | 6 agosto 1960     | Movimento Nazionalista Rivoluzionario di Sinistra |
| (45)                                                     |            | Ángel Víctor Paz Estenssoro                       | 1960, 1964             | 6 agosto 1960     | 4 novembre 1964   | Movimento Nazionalista Rivoluzionario             |
| 47                                                       |            | René Barrientos Ortuño                            | Colpo di Stato         | 5 novembre 1964   | 26 maggio 1965    | Movimento Popolare Cristiano                      |
| Copresidenza (26 maggio 1965 - 2 gennaio 1966)           |            |                                                   |                        |                   |                   |                                                   |
| 48                                                       |            | Alfredo Ovando Candía                             | Ad interim             | 2 gennaio 1966    | 6 agosto 1966     | Indipendente                                      |
| (47)                                                     |            | René Barrientos Ortuño                            | 1966                   | 6 agosto 1966     | 27 aprile 1969    | Movimento Popolare Cristiano                      |
| 49                                                       |            | Luis Adolfo Siles Salinas                         | Vicepresidente         | 27 aprile 1969    | 26 settembre 1969 | Partito Socialdemocratico                         |
| 48                                                       |            | Alfredo Ovando Candía                             | Colpo di Stato         | 26 settembre 1969 | 6 ottobre 1970    | Indipendente                                      |
| 50                                                       |            | Juan José Torres                                  | Colpo di Stato         | 7 ottobre 1970    | 21 agosto 1971    |                                                   |
| 51                                                       |            | Hugo Banzer Suárez                                | Colpo di Stato         | 21 agosto 1971    | 21 luglio 1978    | Azione Democratica Nazionalista                   |
| 52                                                       |            | Juan Pereda Asbún                                 | 1978                   | 21 luglio 1978    | 24 novembre 1978  |                                                   |
| 53                                                       |            | David Padilla Arancibia                           |                        | 24 novembre 1978  | 8 agosto 1979     |                                                   |
| 54                                                       |            | Wálter Guevara Arze                               | 1979                   | 8 agosto 1979     | 1º novembre 1979  | Partito Rivoluzionario Autentico                  |
| 55                                                       |            | Alberto Natusch Busch                             | Colpo di Stato         | 1º novembre 1979  | 16 novembre 1979  |                                                   |
| 56                                                       |            | Lidia Gueiler Tejada                              | Ad interim             | 16 novembre 1979  | 17 luglio 1980    | Fronte Rivoluzionario di Sinistra                 |
| 57                                                       |            | Luis García Meza Tejada                           | Colpo di Stato         | 17 luglio 1980    | 4 agosto 1981     | Indipendente                                      |
| Giunta di governo (4 agosto 1981 - 4 settembre 1981)     |            |                                                   |                        |                   |                   |                                                   |
| 58                                                       |            | Celso Torrelio Villa                              | Ad interim             | 4 settembre 1981  | 19 luglio 1982    |                                                   |
| Giunta militare (19 luglio 1982 - 21 luglio 1982)        |            |                                                   |                        |                   |                   |                                                   |
| 59                                                       |            | Guido Hernán Vildoso Calderón                     |                        | 21 luglio 1982    | 10 ottobre 1982   | Indipendente                                      |
| (46)                                                     |            | Hernán Siles Zuazo                                |                        | 10 ottobre 1982   | 6 agosto 1985     | Movimento Nazionalista Rivoluzionario di Sinistra |
| 45                                                       |            | Ángel Víctor Paz Estenssoro                       | 1985                   | 6 agosto 1985     | 6 agosto 1989     | Movimento Nazionalista Rivoluzionario             |
| 60                                                       |            | Jaime Paz Zamora                                  | 1989                   | 6 agosto 1989     | 6 agosto 1993     | Movimento della Sinistra Rivoluzionaria           |
| 61                                                       |            | Gonzalo Sánchez de Lozada y Sánchez de Bustamante | 1993                   | 6 agosto 1993     | 6 agosto 1997     | Movimento Nazionalista Rivoluzionario             |
| 51                                                       |            | Hugo Banzer Suárez                                | 1997                   | 6 agosto 1997     | 7 agosto 2001     | Azione Democratica Nazionalista                   |
| 62                                                       |            | Jorge Fernando Quiroga Ramírez                    | Vicepresidente         | 7 agosto 2001     | 6 agosto 2002     | Azione Democratica Nazionalista                   |
| (61)                                                     |            | Gonzalo Sánchez de Lozada y Sánchez de Bustamante | 2002                   | 6 agosto 2002     | 17 ottobre 2003   | Movimento Nazionalista Rivoluzionario             |
| 63                                                       |            | Carlos Diego Mesa Gisbert                         | Vicepresidente         | 17 ottobre 2003   | 9 giugno 2005     | Indipendente                                      |
| 64                                                       |            | Eduardo Rodríguez Veltzé                          | Ad interim             | 9 giugno 2005     | 22 gennaio 2006   | Indipendente                                      |
| 65                                                       |            | Juan Evo Morales Ayma                             | 2005, 2009, 2014, 2019 | 22 gennaio 2006   | 10 novembre 2019  | Movimento per il Socialismo                       |
| 66                                                       |            | Jeanine Áñez Chávez                               | Ad interim             | 13 novembre 2019  | 8 novembre 2020   | Movimento Democratico Sociale                     |
| 67                                                       |            | Luis Alberto Arce Catacora                        | 2020                   | 8 novembre 2020   | in carica         | Movimento per il Socialismo                       |

N.B.: Fino al 2009, era eletto a suffragio popolare diretto il candidato che avesse ottenuto la maggioranza assoluta (50%+1) dei voti, mentre, se ciò non accadeva, il Presidente era eletto dal Parlamento. Ad oggi, tale formula elettorale è stata superata ed il Presidente risulta da subito eletto se ha ottenuto la maggioranza assoluta dei voti (50%+1) o almeno il 40% con un distacco di almeno 10 punti dal suo primo sfidante. Se ciò non accade, si tiene un ballottaggio semplice tra i primi due.